# Zelfportret op een zolderkamer
Zelfportret op een zolderkamer, ook wel kortweg Zelfportret (originele Italiaanse titel: Autoritratto nella soffitta of Autoritratto), is een schilderij van de Italiaanse kunstschilder Tommaso Minardi, gemaakt in 1807, 37 × 33 centimeter groot. Het toont de kunstenaar in zijn studio, op een zolder. Het werk bevindt zich momenteel in de collectie van de Galleria d'Arte Moderna in het Palazzo Pitti te Florence.

## Context
Tijdens de hoogtijdagen van de romantiek, grofweg tussen het einde van de achttiende en het midden van de negentiende eeuw, werd de werkruimte van de schilder zelf verheven tot een belangrijk thema. De studio weerspiegelde de gemoedstoestand van de kunstenaar en bevestigde doorgaans het gecreëerde beeld van het nog niet herkende, hongerige, sociaal geïsoleerde genie, vervuld van weltschmerz. Zelfportret op een zolderkamer is een typerend voorbeeld van dit genre. Minardi schilderde het toen hij amper twintig jaar oud was.

## Afbeelding
Zelfportret op een zolderkamer toont de kunstenaar zelf in zijn studio, een eenvoudige en redelijk ordelijke zolderkamer. Hij zit op een matras met een jas om zijn schouders. Blijkbaar heeft hij het koud. Diverse schilderachtige voorwerpen vullen de kamer. Achter tegen de muur zien we een volle boekenkast en op de tafel links liggen nog wat stapels boeken. Een doodshoofd en een dierenschedel onderstrepen het melancholieke karakter van het schilderij, dat de gemoedstoestand van de armelijke, nog niet erkende kunstenaar moet weerspiegelen.
Compositorisch oogt Minardi's zelfportret op het eerste gezicht rommelig, maar bij nadere beschouwing blijkt de opzet uiterst gebalanceerd. Het aflopende plafond vormt een opvallend diagonaal accent in de compositie, die verder gedomineerd wordt door met elkaar contrasterende verticale en horizontale lijnen, in een afgewogen verdeling. Door een tweetal ramen, waarvan de luiken geopend zijn, valt het licht aan weerszijden van de ruimte naar binnen. He licht verdeelt zich gelijkmatig over de ruimte, diverse tegen elkaar afstekende vlakken creërend. De kunstenaar zelf positioneert zichzelf niet centraal, maar in het rechter benedenvlak, alsof hij vooral zijn interieur wil tonen en tegelijkertijd zijn eigen bescheidenheid.